# Giuseppe Vaccaro (Bildhauer, 1808)
Giuseppe Vaccaro (* 1808 in Caltagirone; † 28. November 1889 ebenda) war ein italienischer Terrakottabildner und Bildhauer des 19. Jahrhunderts auf Sizilien.

## Leben
Vaccaro war Neffe und Schüler der Bildhauer Salvatore Vaccaro (17. Mai 1763 in Caltagirone – 20. Februar 1842 in Florenz) und Giacomo Bongiovanni (1772–1859), den Mitgliedern einer bedeutenden Keramikerfamilie in Caltagirone. Unter seiner Leitung entstanden zahlreiche Keramikfiguren in sizilianischen Trachten für Krippen.
Seine Söhne waren die ebenfalls in Caltagirone tätigen Keramiker Salvatore (13. November 1837 – 16. Juli 1901) und Giacomo Vaccaro (4. September 1847 – 4. Januar 1931).
Werke (Auswahl)
- Chiesa di Sana Maria di Betlemme (Modica): mehrere Krippenfiguren

## Ausstellungen
Die Musei Civici e Pinacoteca Luigi Sturzo in Caltagirone widmeten den Vaccaro im Jahr 2010 eine umfassende Ausstellung.